# Gerstheim
Gerstheim es una localidad y comuna francesa situada en el departamento de Bajo Rin, en la región de Alsacia. Tiene una población de 2.785 habitantes (según censo de 1999) y una densidad de 170 h/km².
- Datos: Q21261
- Multimedia: Gerstheim / Q21261

1. ↑  Worldpostalcodes.org, código postal n.º 67150.
2. ↑  INSEE, Datos de población para el año 2012 de Gerstheim (en francés).